# Careless Love
Albums de Madeleine Peyroux
Got You On My Mind
(2004) Half The Perfect World
(2006)
Careless Love est un album de jazz de la chanteuse américaine Madeleine Peyroux sorti en 2004. Il est composé de reprises, sauf pour Don't Wait Too Long, qu’elle a écrit avec Jesse Harris et Larry Klein.

## Chansons
1. Dance Me to the End of Love (Cohen) –3:56
2. Don't Wait Too Long (Peyroux–Jesse Harris–Larry Klein) –3:10
3. Don't Cry Baby (Saul Bernie–James P. Johnson–Stella Unger) –3:16
4. You're Gonna Make Me Lonesome When You Go (Bob Dylan) –3:26
5. Between the Bars (Elliott Smith) –3:42
6. No More (Salvador Camerata–Bob Russell (en)) –3:31
7. Lonesome Road (Gene Austin–Nathaniel Shilkret) –3:10
8. J'ai deux amours (Vincent Scotto–Géo Koger–Henri Varna) –2:54
9. Weary Blues (Hank Williams) –3:39
10. I'll Look Around (George Cory) –4:47
11. Careless Love (W. C. Handy–Martha Koenig–Spencer Williams) –3:50
12. This Is Heaven to Me (Frank Reardon–Ernest Schweikert) –3:12

## Personnel
- Madeleine Peyroux — Chanteuse, guitare acoustique
- Dean Parks — guitares
- Larry Goldings — piano, piano électrique Wurlitzer, harmonium, orgue Hammond, célesta
- David Piltch — guitare basse
- Jay Bellerose — Batterie, percussions
- Lee Thornburg — trompette (Chansons 6. et 12.)
- Scott Amendola — balais (Chanson 10.)

## Classements
Quelques-uns des meilleurs classements de l'album:
- France: 28e.
- Suède: 29e.